# Maurice Varnier
Pour les articles homonymes, voir Varnier.
 (avril 2022).
La mise en forme du texte ne suit pas les recommandations de Wikipédia : il faut le « wikifier ».
Les points d'amélioration suivants sont les cas les plus fréquents. Le détail des points à revoir est peut-être précisé sur la page de discussion.
- Les titres sont pré-formatés par le logiciel. Ils ne sont ni en capitales, ni en gras.
- Le texte ne doit pas être écrit en capitales (les noms de famille non plus), ni en gras, ni en italique, ni en « petit »…
- Le gras n'est utilisé que pour surligner le titre de l'article dans l'introduction, une seule fois.
- L'italique est rarement utilisé : mots en langue étrangère, titres d'œuvres, noms de bateaux, etc.
- Les citations ne sont pas en italique mais en corps de texte normal. Elles sont entourées par des guillemets français : « et ».
- Les listes à puces sont à éviter, des paragraphes rédigés étant largement préférés. Les tableaux sont à réserver à la présentation de données structurées (résultats, etc.).
- Les appels de note de bas de page (petits chiffres en exposant, introduits par l'outil «  Source ») sont à placer entre la fin de phrase et le point final[comme ça].
- Les liens internes (vers d'autres articles de Wikipédia) sont à choisir avec parcimonie. Créez des liens vers des articles approfondissant le sujet. Les termes génériques sans rapport avec le sujet sont à éviter, ainsi que les répétitions de liens vers un même terme.
- Les liens externes sont à placer uniquement dans une section « Liens externes », à la fin de l'article. Ces liens sont à choisir avec parcimonie suivant les règles définies. Si un lien sert de source à l'article, son insertion dans le texte est à faire par les notes de bas de page.
- La présentation des références doit suivre les conventions bibliographiques. Il est recommandé d'utiliser les modèles {{Ouvrage}}, {{Chapitre}}, {{Article}}, {{Lien web}} et/ou {{Bibliographie}}. Le mode d'édition visuel peut mettre en forme automatiquement les références.
- Insérer une infobox (cadre d'informations à droite) n'est pas obligatoire pour parachever la mise en page.

Pour une aide détaillée, merci de consulter Aide:Wikification.
Si vous pensez que ces points ont été résolus, vous pouvez retirer ce bandeau et améliorer la mise en forme d'un autre article.
 (décembre 2022).
Maurice  Varnier, né le 15 janvier 1851 à Valence (Drôme) et mort le 2 décembre 1919 à Oujda (Maroc), est un haut fonctionnaire français.

## Biographie

### Famille
Né le 15 janvier 1851 à Valence, dans la Drôme, Maurice Pierre Henri Varnier est le fils aîné de Marie-Joseph Adolphe Varnier (1824-1897) et de Louise-Sophie Millhot de Vernoux (1833-1900)[réf. nécessaire]. Son père, occupait un emploi à la sous-préfecture de Miliana, puis sous-chef de bureau à la préfecture d’Alger et termine sa carrière en tant que secrétaire général de la préfecture d’Oran. Sa mère était la fille d’un colon de la première heure, M. Milhot de Vernoux, qui a été candidat à l’Assemblée nationale en 1848.
Il a une sœur cadette, Marie Varnier (1859-1892)[réf. nécessaire]
Le 19 mars 1862, à Oran, il épouse Louise Ernestine Boué (1853-1900) qui lui donnera deux enfants, Jeanne Marie et Pierre Henri Varnier[réf. nécessaire] (administrateur Principal des Communes mixtes en Algérie).

### Débuts de carrière
Maurice Varnier, engagé volontaire dans le 2e régiment de zouaves en 1870 à la déclaration de la  guerre franco-prussienne, fait campagne  avec l’armée de l'Est. En 1871, il est grièvement blessé par un éclat d'obus à Sainte Suzanne près de Montbéliard, lors de la bataille de Villersexel. Il part en convalescence à Oran où il se marie.[réf. nécessaire]
D’abord rattaché au Cabinet du Préfet d’Oran de 1872 à 1874 il va occuper ensuite le poste de chef du bureau civil de la Division (1874-1878)

### 1879 Administrateur des communes mixtes
En 1879, il est nommé administrateur des communes mixtes de Sidi Bel Abbès, du Haut-Sebaou, de Mascara, Zemoura et de l’Hillil puis sous-préfet de Sidi-Bel-Abbès.
Lorsque la substitution du  régime civil au gouvernement militaire est décidée et que la création des communes mixtes réalise cette substitution, Maurice Varnier est nommé administrateur de la commune de la Mekerra. Mais il ne resta pas longtemps dans ce poste, nous le retrouvons dans la commune mixte du Haut-Sébaou, où il fonde Azazga en 1882, puis, successivement il occupe les postes de Mascara, de Zemoura, de l’Hillil. 1878-1893).
Ses rapports, mettant en lumière quelques défauts d'organisation, sont lus en haut lieu. Lorsque, M.Burdeau chargé par la commission du budget, de l’examen du budget du service de l’Algérie, vient  pour procéder à l’enquête. Le rapport sur le budget de 1892 a été le point de départ de toutes les réformes réalisées depuis, en Algérie. Maurice Varnier a été  estimé la personne pouvant le mieux le renseigner sur les vices et les défectuosités de la machine administrative algérienne. M. Burdeau n’oublia jamais son collaborateur occasionnel et il disait à Charles Jonnart « si je vais un jour en Algérie comme Gouverneur, mon secrétaire général est tout choisi, ce sera l'administrateur nommé Varnier. »

### 1900 - 1911 Secrétaire général du Gouvernement général d'Algérie
Maurice Varnier était sous-préfet de Sidi-Bel–Abbès au moment où Charles Jonnart fut nommé Gouverneur. Ce dernier lui confie le 4 novembre 1900 le poste de Secrétaire général du Gouvernement général de l’Algérie. Maurice Varnier pend une part active à la réorganisation des services publics qui suit l’établissement du budget spécial algérien.

### 1903 Gouverneur général intérimaire
En 1903, quand Paul Révoil est relevé de ses fonctions, Maurice Varnier est nommé Gouverneur intérimaire. Il reçoit le Président Loubet lors de son voyage en Algérie.

#### Voyage présidentiel de M. Émile Loubet dans l'Afrique du Nord - 15-29 avril 1903
Le 18 avril, avant 8h du matin, l'escadre de la Méditerranée sous les ordres du vice-amiral Édouard Pottier, venant de Toulon, est signalée par les sémaphores de la Bonzaréah et Matifou, à 11 h du matin, le Saint-Louis en tête, les navires arrivent en ligne de file à la hauteur du phare de l'amirauté d'Alger, puis reprennent le large se rendant au départ de la "Jeanne-d'Arc" ayant à son bord le Président de la République et sa suite. Il est quatre heures et demie, quand le Président de la République quitte la Jeanne-d'Arc pour se rendre à terre. Il prend place dans La voiture présidentielle avec M. Varnier, gouverneur intérimaire, et M. Altairac, maire d'Alger. Débuté le 16 avril le voyage présidentiel se déroulera en Algérie, Tunisie et Maroc, un parcours riche en visites, inaugurations et remises de décorations. En fin de voyage, le 26 avril 1903, à Bône, après la visite de la ville, Gaston Thomson résume les conséquences fécondes du voyage présidentiel.
« Vous avez apporté un clair rayon de France, c’est la France elle-même qui est venue aux colons et qui a écouté leurs doléances, calmé leurs mécontentements, relevé leurs espérances. Aujourd’hui, le malentendu n’existe plus, c’est à vous que nous le devons ». Le Président de la République fait, en réponse, la synthèse des résultats de son voyage en Algérie. Il se plait à constater qu’il n’a nulle part rencontré d’antagonisme entre les indigènes et les colons, et fait de ces derniers un éclatant éloge. Il rend justice en terme éloquents à l’armée, à l’administration civile, à la magistrature française et indigène

#### Éloges du Président E. Loubet
C'est en terme éloquents que le Président fait alors l’éloge de M. Varnier, gouverneur intérimaire, dont il rappelle les débuts modestes et la haute valeur : « J’ai vu, dit-il un secrétaire général, gouverneur intérimaire, dont l’attachement à ce pays n’a d’égal que son extrême modestie. Il m’a accompagné partout depuis le commencement du voyage et je vais me séparer de lui tout à l'heure, mon voyage arrivant à sa fin.
J'ai eu beau l'interroger sur les questions les plus ardues du problème algérien, je ne l'ai jamais trouvé en défaut. IL n'est pas étonnant qu'il connaisse dans ses plus grands détails les plus difficiles problèmes, car il a débuté dans l'administration comme administrateur adjoint, puis fut nommé sous-préfet et c'est là qu'on a été le chercher afin de l'élever au  secrétariat général, pour le plus grand bien de la colonie.
Cet exemple vaut d'être récompensé et je profite du dernier jour que je passe sur la terre algérienne pour lui décerner la plus haute récompense que le gouvernement de la République puisse attribuer : la croix de la Légion d'honneur que j'attacherai tout à l'heure à sa boutonnière."
M. Loubet termine en donnant l'accolade à M. Maurice Varnier au milieu de chaleureux applaudissements.
Le 29 avril, le Président de la République et sa suite montent à bord de la Jeanne d'Arc qui hisse le pavillon présidentiel, appuyé d'une salve de 101 coups de canons, puis disparait de l'horizon vers Marseille.

### 1911 Haut Commissaire du Gouvernement
C'est en 1911 que M. Varnier devait prendre sa retraite, mais  à ce moment  les délégations financières allaient se réunir en présence d’un gouvernement nouveau et le scandale Toutée-Destailleurs se produisit.
Le Gouverneur général Lutaud  expose alors au président du conseil les raisons qui lui faisaient souhaiter le maintien de Maurice Varnier à la tête de l'Administration algérienne, au moins jusqu'à la fin de la session des délégations. Il fallait trouver un fonctionnaire au courant des affaires nord-africaines n'ayant aucune attache avec le ministère des Affaires étrangères ou de la guerre intéressés directement dans la querelle du Général Toutée et du consul Destailleurs, M. Joseph Caillaux jugea que M. Varnier était l’homme tout indiqué, il est donc demandé par le Général Lyautey, par télégramme à Paris et nommé séance tenante, après une courte entrevue avec le Président du Conseil.
Les attributions respectives du Haut Commissaire du Gouvernement et du Général Commandant les troupes d'occupation des Confins Marocains ont été définies dans le décret du 9 décembre 1911, dans l'accord du 5 décembre 1911 entre le ministre des Affaires étrangères et de la Guerre et par le décret du 31 mai 1912 déterminant les pouvoirs du Haut Commissaire de France dans les Confins Algéro-marocains.

#### Délimitation  - Organisation - Maroc Oriental
Le Maroc Oriental comprend le territoire situé entre la Méditerranée au Nord, l'Algérie à l'Est et au Sud-Est, à l'Ouest il est séparé de la zone espagnole par le détroit de Gibraltar au Nord.

#### Organisation
Antérieurement au 1er décembre 1911, les Confins Marocains étaient partagés en deux commandements : la Région Nord et la Région Sud. La réorganisation des Confins Marocains résulte d'une décision du Gouvernement en date du 27 novembre 1911 : les Régions Nord et Sud sont placées sous l'autorité du Haut Commissaire du Gouvernement en résidence à Oujda qui administre directement le territoire commandant les troupes d'occupation, également en résidence à Oujda.

### Justice
À partir du 15 octobre 1913, la juridiction des Tribunaux français du Protectorat a remplacé  pour Oujda et le Maroc Oriental, le Tribunal Consulaire.
```
La ville d’
Oujda
, bénéficie de grands travaux d’utilité et d’embellissement tels que les égouts, des routes bordées d’arbres, un hôtel des postes, des jardins publics, cela malgré la guerre et malgré la rareté des matériaux et de la main d’œuvre.
```

### Instruction publique
Dès 1913, l'école Franco-Arabe d'Oujda offre un enseignement simultanément français-arabe avec la création de classes spéciales qui ont permis l'inscription de 60 nouveaux élèves africains.
Un groupe scolaire est ouvert en novembre 1913, avec trois classes élémentaires, ainsi qu'une classe maternelle. Un groupe complémentaire est proposé pour les enfants jusqu'à 16 ans. Les écoles publiques d'Oujda reçoivent 731 élèves en 1913.
Berkane : l'école du Protectorat a été également améliorée, une bibliothèque scolaire a vu le jour.
Mertimprely : l'école prospère également. En 1913 et 1914 de nouvelles écoles ont vu le jour à El-AÏoun, Sidi Mellouk, Taourirt, Debdou.

#### Assistance publique, hygiène, service médical
La nouvelle infirmerie indigène a été inaugurée en juin 1913, elle peut recevoir 20 malades et conserve 14 lits supplémentaires en cas d'épidémie. Le médecin qui la dirige assure l'inspection des écoles de la ville et de la prison à Oujda.
Un service de consultations a été créé à la Casbah de Mestigmeur sous la surveillance du médecin d'El-Aïoun. Les populations sont aussi visitées par les médecins militaires au cours de tournées des officiers du Service des Renseignements.
De nombreuses améliorations et augmentation des crédits sont également apportées dans les villes voisines.

#### Service vétérinaire
Le 9 juin 1912 a été créé dans l'Amalat un service vétérinaire, C'est un officier vétérinaire qui inspecte à Oujda la viande destinée à la population civile et militaire conformément aux règlements en vigueur. L'action du service vétérinaire s'exerce également sur la tenue de l'abattoir, des boucheries, étals et charcuteries où la viande est débitée, ainsi que sur l’hygiène et la propreté des étables et des soins portés aux animaux. Les poissons, le lait, les légumes et fruits sont inspectés pour vérifier leur bonne conservation. En veillant à l'application stricte de la loi du 1er aout 1905 sur la répression des fraudes. L'application des mesures a permis d'enrayer une épizootie de fièvre aphteuse qui a fait de gros ravages en juin 1912.

#### Service de Perception et Régies
En élargissant le rôle des agents administratifs, de substantielles économies ont pu être réalisées. Dans l'Amalat, le Consulat peut rendre une justice plus rapide et moins coûteuse à l’État et aux contribuables en simplifiant l'organisation et en réduisant le nombre de magistrats, greffiers, huissiers.

#### Budget général
Maurice Varnier refondit les finances, il établit l’assiette des perceptions et des impôts, et le Maroc Oriental se dota du seul des budgets de guerre comportant des excédents de recettes.

#### Service de ravitaillement
La vente par la ville des œufs, bois, charbon, sucre a permis à la population de l’Amalat d’échapper aux privations de la métropole.

### Retraite et mort
Il se retire de la vie politique en 1918.
Le 2 décembre 1919, il meurt à l'âge de 68 ans L'hommage rendu par le Général Lyautey, dont le Gouverneur Général donne lecture à ses obsèques, témoigne de la grande estime dans laquelle il est tenu.
Hommages à Maurice Varnier- détails de sa carrière d'homme politique 
Une rue lui a été dédiée le "Cours Maurice Varnier" ainsi que la ligne frontalière qu'il a proposé en 1912 entre l'Algérie et le Maroc "la ligne Varnier" .

## Rapports et ouvrages - Maurice Varnier 1899-1904
- Exposé de la situation du Maroc Oriental à la fin de l'année 1912[19] 366 pages[20]
- Rapports sur les opérations des sociétés Indigènes de prévoyance en Algérie - Arrêté du 20 décembre 1901[21]
- Exercice 1899 - 1900 Présenté à Monsieur Jonnart [22]- Gouverneur Général
- Exercice 1900 - 1901 Présenté à Monsieur Révoil - [23]Gouverneur Général
- Exercice 1902- 1903 Présenté à Monsieur Jonnart -[24] Gouverneur Général
- Exercice 1903 - 1904 Présenté à Monsieur Jonnart -[25] Gouverneur Général

## Détail des mandats et fonctions
1870 - 1971 Participe à la campagne de l’armée de l’Est
1874 chef du bureau civil de la division à Oran
1879-1893 Administrateur de commune mixte
1894 - 1897 Sous-préfet de Sidi-Bel –Abbès
1896 Secrétaire Général à Constantine
1900 - 1911  Secrétaire Général du Gouvernement Général de l'Algérie
1903  Gouverneur général de l'Algérie -  intérimaire,
1912 - 1918 Haut Commissaire du Gouvernement de la République Française au Maroc Oriental
1919 hommages à Maurice Varnier 

## Décorations
Chevalier de la légion d'honneur en 1903
Officier de la légion d’Honneur en 1914
En janvier 1920, la cravate de commandeur de la Légion d’Honneur devait lui être remise par le Général Lyautey, son décès ne l'a pas permis.[réf. nécessaire]